# Mihai Radu Pricop
Mihai Radu Pricop (n. 2 mai 1950 – d. 2 august 2018) a fost un senator român în legislatura 2000-2004 ales în județul Suceava pe listele partidului PDSR care a devenit PSD în  iunie 2001. Mihai Radu Pricop a fost membru în grupurile parlamentare de prietenie cu Republica Federală Iugoslavia și Statul Israel. Mihai Radu Pricop a inițiat 10 propuneri legislative din care 8 au fost promulgate legi. Mihai Radu Pricop a fost membru în comisia economică, industrii și servicii, în comisia pentru administrație publică, organizarea teritoriului și protecția mediului și în comisia pentru privatizare și administrarea activelor statului.  

## Legături externe
- Sinteza activității parlamentare în legislatura 2000-2004 Arhivat în 3 august 2018, la Wayback Machine., cdep.ro